# Crataegus lanuginosa
Crataegus lanuginosa — вид рослин із родини трояндових (Rosaceae). Вид виділяється з-поміж інших ser. Molles своїми відносно невеликими листками виразно блакитнуватого кольору; темно-малиновими, твердими плодами і чудовий розвинутими колючками. Також незвичайний серед ser. Molles середовищем проживання на сухих гравійних пагорбах.

## Біоморфологічна характеристика
Це кущ заввишки 20–80 дм. Кора стовбура бліда, міцна. Молоді гілочки світло-зелені, ворсинчасті, наприкінці 1-го року тьмяні червоно-коричневі, рідко ворсинчасті чи запушені, 1-річні сіро-коричневі; колючки на гілочках численні, прямі, блискучі пурпурувато-чорні, в кінцевому підсумку попелясто-сірі, міцні, (3)7(9) см. Листки: ніжка листка товста, 25–30% довжини пластини; пластина блакитнувата, від короткояйцеподібних до майже округлих, 4–5 см, часточок 1 чи 2 на кожній стороні, короткі, широкі, верхівка частки гостра, краю грубі, верхівка гостра або округла і короткозагострена, абаксіальна поверхня жовто-зелена, адаксіальна темно- чи синювато-зелена, блискуча. Суцвіття 5–10-квіткові. Квітки 20 мм у діаметрі; чашолистки широкі, короткі; пиляки трояндові. Яблука темно-малинові, іноді з блідими крапками, від круглих до майже круглих чи коротко-довгастих, 10–12 мм у діаметрі; м'якуш тонкий, помаранчевий, сухий, борошнистий; кісточок 5. Цвітіння: кінець квітня; плодоношення: пізній жовтень.

## Середовище проживання
Вид був зареєстрований у Міссурі, США; не збирається з 1957 року. Населяв сухі, гравійні пагорби; на висотах 100–200 метрів.